# Théo Cazenave
Pour les articles homonymes, voir Theo et Cazenave.
Théo Cazenave, né le 9 janvier 1919 à Nay et mort le 3 janvier 2014 dans la même commune, est un joueur français de rugby à XV de 1,68 m pour 63 kg, ayant évolué au poste de demi de mêlée à la Section paloise dont il devint entraîneur.
Il fut champion de France en 1946, ainsi que finaliste de la coupe de France en 1946 et du challenge Yves du Manoir en 1953, toujours avec la Section paloise. Il redevint champion de France avec elle -mais comme entraîneur cette-fois- en 1964.
Son frère Albert fut lui aussi champion de France et entraîneur avec la Section paloise.

## Palmarès

### Joueur
- Championnat de France de première division :
  - Champion (1) : 1946
- Coupe de France :
  - Finaliste (1) : 1946
- Challenge Yves du Manoir :
  - Finaliste (1) : 1953

### Entraîneur
- Champion de France en 1964, avec la Section paloise